# Draft NFL 2013
Il Draft NFL 2013 si è tenuto dal 25 al 27 aprile 2013 al Radio City Music Hall.
L'ordine del draft è stato costituito in questo modo: per le prime venti squadre che non si sono qualificate per i play-off viene invertito l'ordine della stagione regolare 2012, quindi dalla squadra che ha ottenuto meno vittorie a quella con più vittorie, poi a seguire si aggiungono le squadre in base al turno in cui sono state eliminate ai playoff, fino ad arrivare alle ultime due scelte (31ª e 32ª) che sono assegnate rispettivamente alla perdente e alla vincente del Super Bowl XLVII.
In caso di parità di vittorie per le squadre non qualificate per i playoff si inverte la scelta in ogni giro. Ad esempio Jacksonville ha avuto la seconda scelta del primo giro e la prima scelta del secondo giro.

## Eleggibilità speciale
I giocatori di football universitario che avevano completato la scuola superiore da almeno tre anni e che avevano intenzione di saltare l'ultimo anno di college dovevano dichiarare la propria eleggibilità prima del 15 gennaio 2013.
Lista completa dei giocatori che hanno saltato l'ultimo anno di college:
- Keenan Allen, WR, California[1]
- David Amerson, CB, NC State[2]
- Alvin Bailey, G, Arkansas[3]
- Stedman Bailey, WR, West Virginia[4]
- David Bakhtiari, OT, Colorado[5]
- Dwayne Beckford, LB, Purdue[6]
- Le'Veon Bell, RB, Michigan State[7]
- Giovani Bernard, RB, North Carolina[8]
- Josh Boyce, WR, TCU[9]
- Tyler Bray, QB, Tennessee[10]
- Terrence Brown, CB Stanford[11]
- Duron Carter, WR, Florida Atlantic[12]
- Knile Davis, RB, Arkansas[13]
- Mike Edwards, CB, Hawaii[14]
- Tyler Eifert, TE, Notre Dame[15]
- Matt Elam, S, Florida[16]
- Zach Ertz, TE, Stanford[17]
- Gavin Escobar, TE, San Diego State[18]
- Chris Faulk, OT, LSU[19]
- Sharrif Floyd, DT, Florida[16]
- D.J. Fluker, OT, Alabama[20]
- Michael Ford, RB, LSU[21]
- Travis Frederick, C, Wisconsin[22]
- Kwame Geathers, DT, Georgia[23]
- William Gholston, DE, Michigan State[24]
- Johnathan Hankins, DT, Ohio State[25]
- Jajuan Harley, S, Middle Tennessee State[6]
- DeAndre Hopkins, WR, Clemson[26]
- Justin Hunter, WR, Tennessee[27]
- Jawan Jamison, RB, Rutgers[28]
- Stefphon Jefferson, RB, Nevada[29]
- Tony Jefferson, S, Oklahoma[30]
- Jelani Jenkins, LB, Florida[31]
- Luke Joeckel, OT, Texas A&M[32]
- Jarvis Jones, LB, Georgia[33]
- Bhaskar Ganti, NT, Pittsburgh[34]
- José José, DT, Central Florida[35]
- Brandon Kaufman, WR, Eastern Washington[36]
- Joe Kruger, DE, Utah[37]
- Eddie Lacy, RB, Alabama[20]
- Marcus Lattimore, RB, South Carolina[38]
- Corey Lemonier, DE, Auburn[39]
- Bennie Logan, DT, LSU[21]
- Stansly Maponga, DE, TCU[40]
- Tyrann Mathieu, DB, formerly LSU[41]
- Dee Milliner, CB, Alabama[20]
- Barkevious Mingo, DE, LSU[21]
- Kevin Minter, ILB LSU[42]
- Sam Montgomery, DE, LSU[21]
- Brandon Moore, DT, Texas[43]
- Damontre Moore, DE, Texas A&M[44]
- Alec Ogletree, LB, Georgia[45]
- Kyle Padron, QB, Eastern Washington[36]
- Cordarrelle Patterson, WR, Tennessee[46]
- Justin Pugh, OT, Syracuse[47]
- Bradley Randle, RB, UNLV[6]
- Joseph Randle, RB, Oklahoma State[48]
- Jordan Reed, TE, Florida[49]
- Eric Reid, S, LSU[50]
- Xavier Rhodes, CB, Florida State[51]
- Sheldon Richardson, DT, Missouri[52]
- Nickell Robey, CB, USC[53]
- Da'Rick Rogers, WR, Tennessee Tech[54]
- Logan Ryan, CB, Rutgers[55]
- Ace Sanders, WR, South Carolina[56]
- Darrington Sentimore, DE, Tennessee[57]
- Tharold Simon, CB, LSU[58]
- Dion Sims, TE, Michigan State[59]
- Akeem Spence, DT, Illinois[60]
- Kenny Stills, WR, Oklahoma[30]
- Levine Toilolo, TE, Stanford[61]
- Trabis Ward, RB, Tennessee State[62]
- Spencer Ware, RB, LSU[63]
- Menelik Watson, OT, Florida State[64]
- Björn Werner, DE, Florida State[65]
- Steve Williams, CB, California[66]
- Marquess Wilson, WR, Washington State[67]
- Brad Wing, P, LSU[68]
- Cierre Wood, RB, Notre Dame[69]
- Robert Woods, WR, USC[70]
- Tom Wort, LB, Oklahoma[71]

## Le scelte
|  | = Pro Bowler |

| C  | Centro            |    | CB               | Cornerback |                  | DB | Defensive back    |  | DE | Defensive end |
| DL | Defensive lineman | DT | Defensive tackle | FB         | Fullback         | FS | Free safety       |  |    |               |
| G  | Guardia           | HB | Halfback         | K          | Placekicker      | KR | Kick returner     |  |    |               |
| LB | Linebacker        | LS | Long snapper     | OT         | Offensive tackle | OL | Offensive lineman |  |    |               |
| NT | Nose tackle       | P  | Punter           | PR         | Punt returner    | QB | Quarterback       |  |    |               |
| RB | Running back      | S  | Safety           | SS         | Strong safety    | TB | Tailback          |  |    |               |
| TE | Tight end         | WR | Wide receiver    |            |                  |    |                   |  |    |               |

### Primo giro
| Scelta | Franchigia           | Giocatore             | Posizione | Università       |
| ------ | -------------------- | --------------------- | --------- | ---------------- |
| 1      | Kansas City Chiefs   | Eric Fisher           | OT        | Central Michigan |
| 2      | Jacksonville Jaguars | Luke Joeckel          | OT        | Texas A&M        |
| 3      | Miami Dolphins       | Dion Jordan           | DE        | Oregon           |
| 4      | Philadelphia Eagles  | Lane Johnson          | OT        | Oklahoma         |
| 5      | Detroit Lions        | Ezekiel Ansah         | DE        | BYU              |
| 6      | Cleveland Browns     | Barkevious Mingo      | DE        | LSU              |
| 7      | Arizona Cardinals    | Jonathan Cooper       | G         | North Carolina   |
| 8      | St. Louis Rams       | Tavon Austin          | WR        | West Virginia    |
| 9      | New York Jets        | Dee Milliner          | CB        | Alabama          |
| 10     | Tennessee Titans     | Chance Warmack        | G         | Alabama          |
| 11     | San Diego Chargers   | D.J. Fluker           | OT        | Alabama          |
| 12     | Oakland Raiders      | D.J. Hayden           | CB        | Hoston           |
| 13     | New York Jets        | Sheldon Richardson    | DT        | Missouri         |
| 14     | Carolina Panthers    | Star Lotulelei        | DT        | Utah             |
| 15     | New Orleans Saints   | Kenny Vaccaro         | S         | Texas            |
| 16     | Buffalo Bills        | EJ Manuel             | QB        | Florida          |
| 17     | Pittsburgh Steelers  | Jarvis Jones          | LB        | Georgia          |
| 18     | San Francisco 49ers  | Eric Reid             | S         | LSU              |
| 19     | New York Giants      | Justin Pugh           | G         | Syracuse         |
| 20     | Chicago Bears        | Kyle Long             | G         | Oregon           |
| 21     | Cincinnati Bengals   | Tyler Eifert          | TE        | Notre Dame       |
| 22     | Atlanta Falcons      | Desmond Trufant       | CB        | Washington       |
| 23     | Minnesota Vikings    | Sharrif Floyd         | DT        | Florida          |
| 24     | Indianapolis Colts   | Björn Werner          | DE        | Florida State    |
| 25     | Minnesota Vikings    | Xavier Rhodes         | CB        | Florida State    |
| 26     | Green Bay Packers    | Datone Jones          | DE        | UCLA             |
| 27     | Houston Texans       | DeAndre Hopkins       | WR        | Tigers           |
| 28     | Denver Broncos       | Sylvester Williams    | DT        | North Carolina   |
| 29     | Minnesota Vikings    | Cordarrelle Patterson | WR        | Tennessee        |
| 30     | St. Louis Rams       | Alec Ogletree         | LB        | Georgia          |
| 31     | Dallas Cowboys       | Travis Frederick      | C         | Wisconsin        |
| 32     | Baltimore Ravens     | Matt Elam             | S         | Florida          |

### Secondo giro
| Scelta | Franchigia           | Giocatore         | Posizione | Università             |
| ------ | -------------------- | ----------------- | --------- | ---------------------- |
| 33     | Jacksonville Jaguars | John Cyprien      | S         | Florida International  |
| 34     | Tennessee Titans     | Justin Hunter     | WR        | Tennessee              |
| 35     | Philadelphia Eagles  | Zach Ertz         | TE        | Stanford               |
| 36     | Detroit Lions        | Darius Slay       | CB        | Mississippi State      |
| 37     | Cincinnati Bengals   | Giovani Bernard   | RB        | North Carolina         |
| 38     | San Diego Chargers   | Manti Te'o        | LB        | Notre Dame             |
| /      | Cleveland Browns     | Rinuncia          |           |                        |
| 39     | New York Jets        | Geno Smith        | QB        | West Virginia          |
| 40     | San Francisco 49ers  | Tank Carradine    | DE        | Florida State          |
| 41     | Buffalo Bills        | Robert Woods      | WR        | USC                    |
| 42     | Oakland Raiders      | Menelik Watson    | OT        | Florida State          |
| 43     | Tampa Bay Buccaneers | Johnthan Banks    | CB        | Mississippi State      |
| 44     | Carolina Panthers    | Kawann Short      | DT        | Purdue                 |
| /      | New Orleans Saints   | Revocata          |           |                        |
| 45     | Arizona Cardinals    | Kevin Minter      | LB        | LSU                    |
| 46     | Buffalo Bills        | Kiko Alonso       | LB        | Oregon                 |
| 47     | Dallas Cowboys       | Gavin Escobar     | TE        | San Diego State        |
| 48     | Pittsburgh Steelers  | Le'Veon Bell      | RB        | Michigan State         |
| 49     | New York Giants      | Johnathan Hankins | DT        | Ohio State             |
| 50     | Chicago Bears        | Jonathan Bostic   | LB        | Florida                |
| 51     | Washington Redskins  | David Amerson     | CB        | NC State               |
| 52     | New England Patriots | Jamie Collins     | LB        | Southern Miss          |
| 53     | Cincinnati Bengals   | Margus Hunt       | DE        | SMU                    |
| 54     | Miami Dolphins       | Jamar Taylor      | CB        | Boise State            |
| 55     | San Francisco 49ers  | Vance McDonald    | TE        | Rice                   |
| 56     | Baltimore Ravens     | Arthur Brown      | LB        | Kansas State           |
| 57     | Houston Texans       | D.J. Swearinger   | S         | South Carolina         |
| 58     | Denver Broncos       | Montee Ball       | RB        | Wisconsin              |
| 59     | New England Patriots | Aaron Dobson      | WR        | Marshall               |
| 60     | Atlanta Falcons      | Robert Alford     | CB        | Southeastern Louisiana |
| 61     | Green Bay Packers    | Eddie Lacy        | RB        | Alabama                |
| 62     | Seattle Seahawks     | Christine Michael | RB        | Texas A&M              |

### Terzo giro
| Scelta | Franchigia           | Giocatore         | Posizione | Università              |
| ------ | -------------------- | ----------------- | --------- | ----------------------- |
| 63     | Kansas City Chiefs   | Travis Kelce      | TE        | Cincinnati              |
| 64     | Jacksonville Jaguars | Dwayne Gratz      | CB        | Connecticut             |
| 65     | Detroit Lions        | Larry Warford     | G         | Kentucky                |
| 66     | Oakland Raiders      | Sio Moore         | LB        | Connecticut             |
| 67     | Philadelphia Eagles  | Bennie Logan      | DT        | LSU                     |
| 68     | Cleveland Browns     | Leon McFadden     | CB        | San Diego State         |
| 69     | Arizona Cardinals    | Tyrann Mathieu    | CB        | LSU                     |
| 70     | Tennessee Titans     | Blidi Wreh-Wilson | CB        | Connecticut             |
| 71     | St. Louis Rams       | T.J. McDonald     | S         | USC                     |
| 72     | New York Jets        | Brian Winters     | G         | Kent State              |
| 73     | Tampa Bay Buccaneers | Mike Glennon      | QB        | NC State                |
| 74     | Dallas Cowboys       | Terrance Williams | WR        | Baylor                  |
| 75     | New Orleans Saints   | Terron Armstead   | OT        | Arkansas–Pine Bluff     |
| 76     | San Diego Chargers   | Keenan Allen      | WR        | California              |
| 77     | Miami Dolphins       | Dallas Thomas     | G         | Tennessee               |
| 78     | Buffalo Bills        | Marquise Goodwin  | WR        | Texas                   |
| 79     | Pittsburgh Steelers  | Markus Wheaton    | WR        | Oregon State            |
| 80     | Dallas Cowboys       | J.J. Wilcox       | S         | Georgia Southern        |
| 81     | New York Giants      | Damontre Moore    | DE        | Texas A&M               |
| 82     | New Orleans Saints   | John Jenkins      | DT        | Georgia                 |
| 83     | New England Patriots | Logan Ryan        | CB        | Rutgers                 |
| 84     | Cincinnati Bengals   | Shawn Williams    | S         | Georgia                 |
| 85     | Washington Redskins  | Jordan Reed       | TE        | Florida                 |
| 86     | Indianapolis Colts   | Hugh Thornton     | G         | Illinois                |
| 87     | Seattle Seahawks     | Jordan Hill       | DT        | Penn State              |
| 88     | San Francisco 49ers  | Corey Lemonier    | DE        | Auburn                  |
| 89     | Houston Texans       | Brennan Williams  | OT        | North Carolina          |
| 90     | Denver Broncos       | Kayvon Webster    | CB        | South Florida           |
| 91     | New England Patriots | Duron Harmon      | S         | Rutgers                 |
| 92     | St. Louis Rams       | Stedman Bailey    | WR        | West Virginia           |
| 93     | Miami Dolphins       | Will Davis        | CB        | Utah State              |
| 94     | Baltimore Ravens     | Brandon Williams  | DT        | Missouri Southern State |
| 95     | Houston Texans       | Sam Montgomery    | DE        | LSU                     |
| 96     | Kansas City Chiefs   | Knile Davis       | RB        | Arkansas                |
| 97     | Tennessee Titans     | Zaviar Gooden     | LB        | Missouri                |

### Quarto giro
| Scelta | Franchigia           | Giocatore          | Posizione | Università     |
| ------ | -------------------- | ------------------ | --------- | -------------- |
| 98     | Philadelphia Eagles  | Matt Barkley       | QB        | USC            |
| 99     | Kansas City Chiefs   | Nico Johnson       | LB        | Alabama        |
| 100    | Tampa Bay Buccaneers | Akeem Spence       | DT        | Illinois       |
| 101    | Jacksonville Jaguars | Ace Sanders        | WR        | South Carolina |
| 102    | New England Patriots | Josh Boyce         | WR        | TCU            |
| 103    | Arizona Cardinals    | Alex Okafor        | DE        | Texas          |
| 104    | Miami Dolphins       | Jelani Jenkins     | LB        | Florida        |
| 105    | Buffalo Bills        | Duke Williams      | S         | Nevada         |
| 106    | Miami Dolphins       | Dion Sims          | TE        | Michigan State |
| 107    | Tennessee Titans     | Brian Schwenke     | C         | California     |
| 108    | Carolina Panthers    | Edmund Kugbila     | G         | Valdosta State |
| 109    | Green Bay Packers    | David Bakhtiari    | OT        | Colorado       |
| 110    | New York Giants      | Ryan Nassib        | QB        | Syracuse       |
| 111    | Pittsburgh Steelers  | Shamarko Thomas    | S         | Syracuse       |
| 112    | Oakland Raiders      | Tyler Wilson       | QB        | Arkansas       |
| 113    | St. Louis Rams       | Barrett Jones      | G         | Alabama        |
| 114    | Dallas Cowboys       | B.W. Webb          | CB        | William & Mary |
| 115    | Pittsburgh Steelers  | Landry Jones       | QB        | Oklahoma       |
| 116    | Arizona Cardinals    | Earl Watford       | G         | James Madison  |
| 117    | Chicago Bears        | Khaseem Greene     | LB        | Rutgers        |
| 118    | Cincinnati Bengals   | Sean Porter        | LB        | Texas A&M      |
| 119    | Washington Redskins  | Phillip Thomas     | S         | Fresno State   |
| 120    | Minnesota Vikings    | Gerald Hodges      | LB        | Penn State     |
| 121    | Indianapolis Colts   | Khaled Holmes      | C         | USC            |
| 122    | Green Bay Packers    | J.C. Tretter       | OT        | Cornell        |
| 123    | Seattle Seahawks     | Chris Harper       | WR        | Kansas State   |
| 124    | Houston Texans       | Trevardo Williams  | DE        | Connecticut    |
| 125    | Green Bay Packers    | Johnathan Franklin | RB        | UCLA           |
| 126    | Tampa Bay Buccaneers | William Gholston   | DE        | Michigan State |
| 127    | Atlanta Falcons      | Malliciah Goodman  | DE        | Clemson        |
| 128    | San Francisco 49ers  | Quinton Patton     | WR        | Louisiana Tech |
| 129    | Baltimore Ravens     | John Simon         | DE        | Ohio State     |
| 130    | Baltimore Ravens     | Kyle Juszczyk      | FB        | Harvard        |
| 131    | San Francisco 49ers  | Marcus Lattimore   | LB        | South Carolina |
| 132    | Detroit Lions        | Devin Taylor       | DE        | South Carolina |
| 133    | Atlanta Falcons      | Levine Toilolo     | TE        | Stanford       |

### Quinto giro
| Scelta | Franchigia           | Giocatore        | Posizione | Università        |
| ------ | -------------------- | ---------------- | --------- | ----------------- |
| 134    | Kansas City Chiefs   | Sanders Commings | CB        | Georgia           |
| 135    | Jacksonville Jaguars | Denard Robinson  | RB        | Michigan          |
| 136    | Philadelphia Eagles  | Earl Wolff       | S         | NC State          |
| 137    | Seattle Seahawks     | Jesse Williams   | DT        | Alabama           |
| 138    | Seattle Seahawks     | Tharold Simon    | CB        | LSU               |
| 139    | Indianapolis Colts   | Montori Hughes   | DT        | UT Martin         |
| 140    | Arizona Cardinals    | Stepfan Taylor   | RB        | Stanford          |
| 141    | New York Jets        | Oday Aboushi     | G         | Virginia          |
| 142    | Tennessee Titans     | Lavar Edwards    | DE        | LSU               |
| 143    | Buffalo Bills        | Jonathan Meeks   | S         | Clemson           |
| 144    | New Orleans Saints   | Kenny Stills     | WR        | Oklahoma          |
| 145    | San Diego Chargers   | Steve Williams   | CB        | California        |
| 146    | Denver Broncos       | Quanterus Smith  | DE        | WKU               |
| 147    | Tampa Bay Buccaneers | Steven Means     | LB        | Buffalo           |
| 148    | Carolina Panthers    | A.J. Klein       | LB        | Iowa State        |
| 149    | St. Louis Rams       | Brandon McGee    | CB        | Miami             |
| 150    | Pittsburgh Steelers  | Terry Hawthorne  | CB        | Illinois          |
| 151    | Dallas Cowboys       | Joseph Randle    | RB        | Oklahoma State    |
| 152    | New York Giants      | Cooper Taylor    | S         | Richmond          |
| 153    | Atlanta Falcons      | Stansly Maponga  | DE        | TCU               |
| 154    | Washington Redskins  | Chris Thompson   | RB        | Florida State     |
| 155    | Minnesota Vikings    | Jeff Locke       | P         | UCLA              |
| 156    | Cincinnati Bengals   | Tanner Hawkinson | OT        | Kansas            |
| 157    | San Francisco 49ers  | Quinton Dial     | DE        | Alabama           |
| 158    | Seattle Seahawks     | Luke Willson     | TE        | Rice              |
| 159    | Green Bay Packers    | Micah Hyde       | CB        | Iowa              |
| 160    | St. Louis Rams       | Zac Stacy        | RB        | Vanderbilt        |
| 161    | Denver Broncos       | Tavarres King    | WR        | Georgia           |
| 162    | Washington Redskins  | Brandon Jenkins  | LB        | Florida State     |
| 163    | Chicago Bears        | Jordan Mills     | OT        | Louisiana State   |
| 164    | Miami Dolphins       | Mike Gillislee   | RB        | Florida           |
| 165    | Detroit Lions        | Sam Martin       | P         | Appalachian State |
| 166    | Miami Dolphins       | Caleb Sturgis    | K         | Florida           |
| 167    | Green Bay Packers    | Josh Boyd        | DT        | Mississippi State |
| 168    | Baltimore Ravens     | Ricky Wagner     | OT        | Wisconsin         |

### Sesto giro
| Scelta | Franchigia           | Giocatore            | Posizione | Università         |
| ------ | -------------------- | -------------------- | --------- | ------------------ |
| 169    | Jacksonville Jaguars | Josh Evans           | S         | Florida            |
| 170    | Kansas City Chiefs   | Eric Kush            | C         | California (PA)    |
| 171    | Detroit Lions        | Corey Fuller         | WR        | Virginia Tech      |
| 172    | Oakland Raiders      | Nick Kasa            | TE        | Colorado           |
| 173    | Denver Broncos       | Vinston Painter      | OT        | Virginia Tech      |
| 174    | Arizona Cardinals    | Ryan Swope           | WR        | Texas A&M          |
| 175    | Cleveland Browns     | Jamoris Slaughter    | S         | Notre Dame         |
| 176    | Houston Texans       | David Quessenberry   | OT        | Notre Dame         |
| 177    | Buffalo Bills        | Dustin Hopkins       | K         | Florida State      |
| 178    | New York Jets        | William Campbell     | G         | Michigan           |
| 179    | San Diego Chargers   | Tourek Williams      | DE        | FIU                |
| 180    | San Francisco 49ers  | Nick Moody           | LB        | Florida State      |
| 181    | Oakland Raiders      | Latavius Murray      | RB        | UCF                |
| 182    | Carolina Panthers    | Kenjon Barner        | RB        | Oregon             |
| 183    | New Orleans Saints   | Rufus Johnson        | DE        | Tarleton State     |
| 184    | Oakland Raiders      | Mychal Rivera        | TE        | Tennessee          |
| 185    | Dallas Cowboys       | DeVonte Holloman     | LB        | South Carolina     |
| 186    | Pittsburgh Steelers  | Justin Brown         | WR        | Oklahoma           |
| 187    | Arizona Cardinals    | Andre Ellington      | RB        | Clemson            |
| 188    | Chicago Bears        | Cornelius Washington | DE        | Georgia            |
| 189    | Tampa Bay Buccaneers | Mike James           | RB        | Miami              |
| 190    | Cincinnati Bengals   | Rex Burkhead         | RB        | Nebraska           |
| 191    | Washington Redskins  | Bacarri Rambo        | S         | Georgia            |
| 192    | Indianapolis Colts   | John Boyett          | S         | Oregon             |
| 193    | Green Bay Packers    | Nate Palmer          | OLB       | Illinois State     |
| 194    | Seattle Seahawks     | Spencer Ware         | RB        | LSU                |
| 195    | Houston Texans       | Alan Bonner          | WR        | Jacksonville State |
| 196    | Minnesota Vikings    | Jeff Baca            | G         | UCLA               |
| 197    | Cincinnati Bengals   | Cobi Hamilton        | WR        | Arkansas           |
| 198    | Houston Texans       | Chris Jones          | DT        | Bowling Green      |
| 199    | Detroit Lions        | Theo Riddick         | RB        | Notre Dame         |
| 200    | Baltimore Ravens     | Kapron Lewis-Moore   | DE        | Notre Dame         |
| 201    | Houston Texans       | Ryan Griffin         | TE        | Connecticut        |
| 202    | Tennessee Titans     | Khalid Wooten        | CB        | Nevada             |
| 203    | Baltimore Ravens     | Ryan Jensen          | OT        | CSU–Pueblo         |
| 204    | Kansas City Chiefs   | Braden Wilson        | FB        | Kansas State       |
| 205    | Oakland Raiders      | Stacy McGee          | DT        | Oklahoma           |
| 206    | Pittsburgh Steelers  | Vince Williams       | LB        | Florida State      |

### Settimo giro
| Scelta | Franchigia           | Giocatore          | Posizione | Università         |
| ------ | -------------------- | ------------------ | --------- | ------------------ |
| 207    | Kansas City Chiefs   | Mike Catapano      | DE        | Princeton          |
| 208    | Jacksonville Jaguars | Jeremy Harris      | CB        | New Mexico State   |
| 209    | Oakland Raiders      | Brice Butler       | WR        | San Diego State    |
| 210    | Jacksonville Jaguars | Demetrius McCray   | CB        | Appalachian State  |
| 211    | Detroit Lions        | Michael Williams   | TE        | Alabama            |
| 212    | Philadelphia Eagles  | Joe Kruger         | DE        | Utah               |
| 213    | Minnesota Vikings    | Michael Mauti      | LB        | Penn State         |
| 214    | Minnesota Vikings    | Travis Bond        | G         | North Carolina     |
| 215    | New York Jets        | Tommy Bohanon      | FB        | Wake Forest        |
| 216    | Green Bay Packers    | Charles Johnson    | WR        | Gran Valley State  |
| 217    | Cleveland Browns     | Armonty Bryant     | DE        | East Central       |
| 218    | Philadelphia Eagles  | Jordan Poyer       | CB        | Oregon State       |
| 219    | Arizona Cardinals    | D.C. Jefferson     | TE        | Rutgers            |
| 220    | Seattle Seahawks     | Ryan Seymour       | G         | Vanderbilt         |
| 221    | San Diego Chargers   | Brad Sorensen      | QB        | Southern Utah      |
| 222    | Buffalo Bills        | Chris Gragg        | TE        | Arkansas           |
| 223    | Pittsburgh Steelers  | Nicholas Williams  | DT        | Samford            |
| 224    | Green Bay Packers    | Kevin Dorsey       | WR        | Maryland           |
| 225    | New York Giants      | Eric Herman        | G         | Ohio               |
| 226    | New England Patriots | Michael Buchanan   | DE        | Illinois           |
| 227    | Cleveland Browns     | Garrett Gilkey     | G         | Chadron State      |
| 228    | Washington Redskins  | Jawan Jamison      | RB        | Rutgers            |
| 229    | Minnesota Vikings    | Everett Dawkins    | DT        | Florida State      |
| 230    | Indianapolis Colts   | Kerwynn Williams   | RB        | Utah State         |
| 231    | Seattle Seahawks     | Ty Powell          | LB        | Harding            |
| 232    | Green Bay Packers    | Sam Barrington     | LB        | South Florida      |
| 233    | Oakland Raiders      | David Bass         | DE        | Missouri Western   |
| 234    | Denver Broncos       | Zac Dysert         | QB        | Miami (Ohio)       |
| 235    | New England Patriots | Steve Beauharnais  | LB        | Rutgers            |
| 236    | Chicago Bears        | Marquess Wilson    | WR        | Washington State   |
| 237    | San Francisco 49ers  | B.J. Daniels       | QB        | South Florida      |
| 238    | Baltimore Ravens     | Aaron Mellette     | WR        | Elon               |
| 239    | Philadelphia Eagles  | David King         | DE        | Oklahoma           |
| 240    | Cincinnati Bengals   | Reid Fragel        | OT        | Ohio State         |
| 241    | Seattle Seahawks     | Jared Smith        | DT        | New Hampshire      |
| 242    | Seattle Seahawks     | Michael Bowie      | OT        | Northeastern State |
| 243    | Atlanta Falcons      | Kemal Ishmael      | S         | UCF                |
| 244    | Atlanta Falcons      | Zeke Motta         | S         | Notre Dame         |
| 245    | Detroit Lions        | Brandon Hepburn    | LB        | Florida A&M        |
| 246    | San Francisco 49ers  | Carter Bykowski    | OT        | Iowa State         |
| 247    | Baltimore Ravens     | Marc Anthony       | CB        | California         |
| 248    | Tennessee Titans     | Daimion Stafford   | S         | Nebraska           |
| 249    | Atlanta Falcons      | Sean Renfree       | QB        | Duke               |
| 250    | Miami Dolphins       | Don Jones          | C         | Arkansas State     |
| 251    | Cincinnati Bengals   | T.J. Johnson       | C         | South Carolina     |
| 252    | San Francisco 49ers  | Marcus Cooper      | CB        | Rutgers            |
| 253    | New York Giants      | Michael Cox        | RB        | Massachusetts      |
| 254    | Indianapolis Colts   | Justice Cunningham | TE        | South Carolina     |

## Giocatori non scelti degni di nota
| Squadra originaria   | Giocatore          | Posizione | Università           |
| -------------------- | ------------------ | --------- | -------------------- |
| Atlanta Falcons      | Paul Worrilow      | LB        | Delaware             |
| Baltimore Ravens     | Marlon Brown       | WR        | Georgia              |
| Buffalo Bills        | Da'Rick Rogers     | WR        | Tennessee Tech       |
| Carolina Panthers    | Melvin White       | CB        | Louisiana–Lafayette  |
| Carolina Panthers    | Robert Lester      | SS        | Alabama              |
| Dallas Cowboys       | Jeff Heath         | S         | Saginaw Valley State |
| Detroit Lions        | Joseph Fauria      | TE        | UCLA                 |
| Detroit Lions        | LaAdrian Waddle    | OT        | Texas Tech           |
| New England Patriots | Kenbrell Thompkins | WR        | Cincinnati           |
| New Orleans Saints   | Glenn Foster       | DE        | Illinois             |
| New Orleans Saints   | Josh Hill          | TE        | Idaho State          |
| New Orleans Saints   | Tim Lelito         | G         | Grand Valley State   |
| New Orleans Saints   | Khiry Robinson     | RB        | West Texas A&M       |
| Oakland Raiders      | Matt McGloin       | QB        | Penn State           |
| Philadelphia Eagles  | Jake Knott         | LB        | Iowa State           |